# Johannes Christensen Meller
Johannes Christensen Meller (død 1724) var en dansk brygger, stadshøvedsmand og magistratspræsident i København. 

## Offentlige embeder
Han var oprindeligt brygger på Christianshavn, og i 1682 blev han medlem af Københavns 32 mænd. I 1692 blev han rådmand, i 1700 adjungeret stadshøvedsmand og i 1701 avancerede han til egentlig stadshøvedsmand med rang af oberstløjtnant. I 1709 blev han udnævnt til justitsråd, året efter til borgmester, i 1713 til magistratspræsident og etatsråd, inden han i 1722 blev konferensråd. 
I 1682 blev han værge for den Vor Frelsers Kirke, der var under opførelse. I 1697 blev han tilsynsførende for Garnisons Kirkenbygningen. Derudover var han medlem af en række kommissioner, både kommunale og kongelige. I 1724 blev han kommitteret i Politi- og Kommercekollegiet.
Endvidere blev han medlem af en sundhedskommission i anledning af pesten i 1711.

## Truslen fra svenskerne
Meller gjorde sig dog især bemærket ved at gå i brechen for Københavns forsvar, da den svenske kong Karl 12. i august 1700 gik i land ved Humlebæk og dermed truede hovedstaden. Den danske kong Frederik 4. var på det tidspunkt i Hertugdømmerne, som også var truet, og han etableret en kommission til at sikre Sjælland med Hans Schack i spidsen, men de københavnske borgere var utilfreds med Schacks handlinger i forbindelse med det svenske angreb. Meller var blandt de utilfredse borgeres talsmænd, og det var i den forbindelse, han blev udnævnt til adjungeret stadshøvedsmand.
Meller satte straks borgerne i gang med træning i våbenbrug og satte gang i arbejdet med at forstærke fæstningsværkerne. Faren drev dog over denne gang og ligeledes senere under den Store Nordiske Krig, men forholdene var flere gange ret truende, og Meller måtte da atter træde til, skønt han i 1713, hvor han var blevet magistratspræsident, var trådt tilbage som stadshøvedsmand. Han var for eksempel i begyndelsen af 1716, da Karl 12. igen påtænkte en landgang på Sjælland, med i en kommission, der skulle udtænke det bedste forsvar i den forbindelse.

## Personligt liv
Meller havde en stor ejendom på Christianshavn og købte i 1714 postgården der. Han var gift med Anna (født Hojer).